# Wasserkraftwerk Altheim
Das Kraftwerk Altheim ist ein Laufwasserkraftwerk an der Isar und wurde 1951 nach Plänen des Münchner Architekten und Professor Franz Hart errichtet.

## Geschichte
Das 1951 eröffnete Kraftwerk liegt bei Altheim, einem Ortsteil in der Gemarkung Ohu der Gemeinde Essenbach im niederbayerischen Landkreis Landshut. Das Kraftwerk war Teil der EON Kraftwerk GmbH und wird seit 2015 von der Uniper Kraftwerke GmbH betrieben. Seit Dezember 2022 gehört die Gesellschaft als Teil der Uniper Holding GmbH als indirekte Folge des russischen Überfalls auf die Ukraine zu 99,12 % dem deutschen Staat.
Die elektrische Leistung des Kraftwerks beträgt 17,8 MW.
Direkt angrenzend an das Kraftwerk befindet sich das Umspannwerk Altheim.
Unmittelbar oberhalb des Stauwehrs wird links der Längenmühlbach zunächst unterirdisch verrohrt aus der Isar ausgeleitet. Am 21. September 2015 wurde eine neu errichtete Fischaufstiegsanlage offiziell in Betrieb genommen.